# Otto Reutter

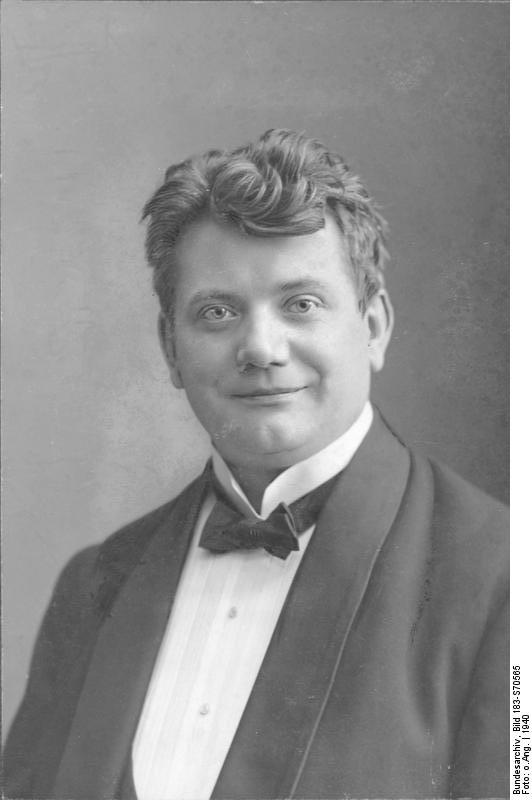
Otto Reutter, 1900

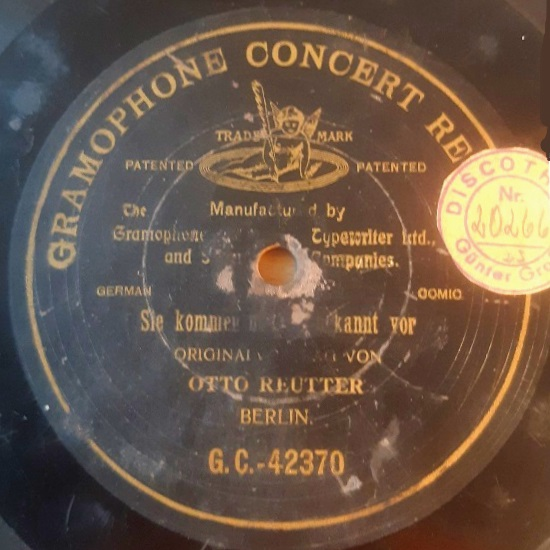
Eine der ersten Schallplatten von Otto Reutter (Berlin 1901)

Otto Reutter (eigentlich Friedrich Otto August Pfützenreuter; * 24. April 1870 in Gardelegen, Altmark, Königreich Preußen; † 3. März 1931 in Düsseldorf, Deutsches Reich) war ein deutscher Sänger, Verfasser von Liedern und Komiker.

## Leben

### Herkunft und frühe Jahre
Als Sohn von Andreas Pfützenreuter (1843–1899), einem Handlungsreisenden, der beim Militär bei den Ulanen diente, stammte er väterlicherseits aus einer katholischen Familie aus dem Eichsfeld, mütterlicherseits aus der Altmark. Er besuchte die Volksschule in Gardelegen und absolvierte von 1884 bis 1887 eine Lehre als kaufmännischer Gehilfe in Gardelegen, Worbis und Lychen.
Seinen Werdegang beschrieb er später so:

„Wollte zum Theater, Krach mit dem Vater. Kaufmann gelernt, heimlich entfernt.“

Im Sommer 1887 war er Statist in Fröbels Sommertheater in Berlin.

### Erfolge als Sänger

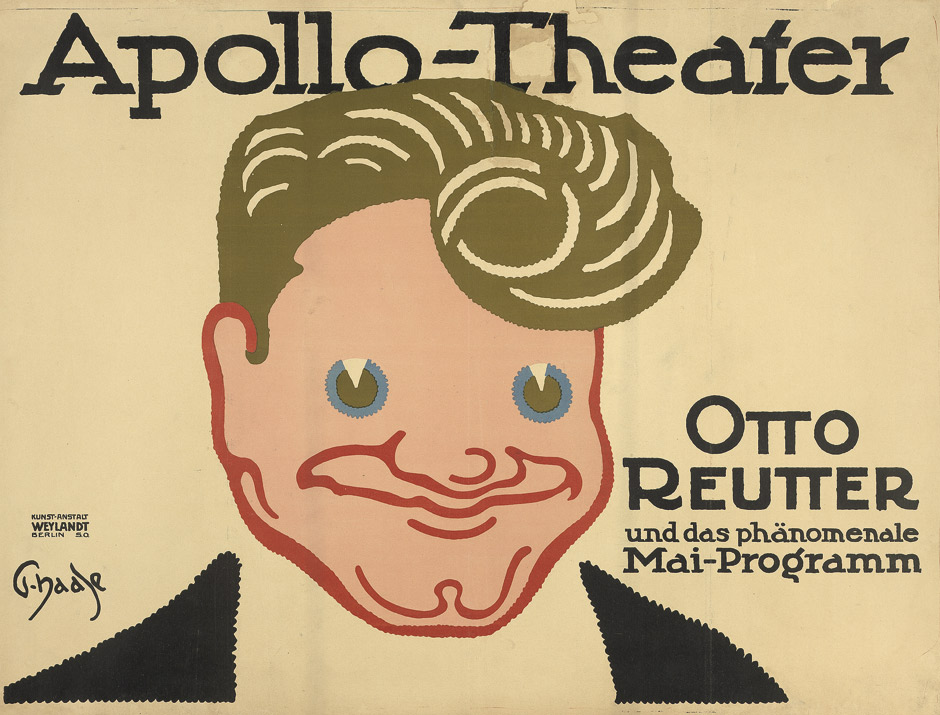
Otto Reutter im Berliner Apollo-Theater

Ein erster großer Erfolg war der 1898 im amerikanischen Musikverlag The B.F. Wood Music Company Boston erschienene Schlager Ich bin eine Witwe (Lied und Rheinländer) mit Musik von Wilhelm Aletter.
Otto Reutter entwickelte sich bald zu einem gefragten Sänger.
Ab 1915, im Ersten Weltkrieg, gab er im angemieteten Palasttheater am Zoo in Berlin sogenannte Kriegsrevuen. Ab Ende 1916 sang er dann auch Lieder, in denen das Geschehen und die allgemeine Meinung teilweise eher kritisch als humorvoll dargestellt wurde. So erzählt das Lied Ich möcht’ erwachen beim Sonnenschein eher melancholisch, teilweise sogar sehr traurig über die allgemeine Stimmung in der Nachkriegszeit. Reutter beklagte den Verlust seines Sohnes Otto Reutter jun. (geb. 1896) in der Schlacht um Verdun im Mai 1916.
In den 1920er Jahren trat Otto Reutter mit seinen Couplets vor allem im Wintergarten auf. Aus dieser Zeit sind einige Couplets, wie das 1919 verfasste und 15 Strophen umfassende In fünfzig Jahren ist alles vorbei, noch heute bekannt. Kurt Tucholsky beschrieb im Januar 1921 einen Auftritt Reutters:

„Die Pointen fallen ganz leise, wie Schnee bei Windstille an einem stillen Winterabend. […] Alles geht aus dem leichtesten Handgelenk, er schwitzt nicht, er brüllt nicht, er haucht seine Spitzen in die Luft, und alles liegt auf dem Bauch.“

### Schauspieler
Otto Reutter betätigte sich auch als Schauspieler. So spielte er 1912 erstmals in zwei Kurzfilmen mit, Otto heiratet und Otto als Dienstmann. Möglicherweise war er auch an den Filmen Otto, der Kinostar und der Dackel und Otto hat Pech beteiligt, diese Filme weisen aber außer im Titel nicht auf Otto Reutter als Mitwirkenden hin. Von den vier Filmen existieren keine Exemplare mehr, lediglich drei Standbilder sollen erhalten sein.
Er spielte außerdem in verschiedenen Filmen als Statist mit, unter anderem in einem Film über den Hauptmann von Köpenick.

### Tod

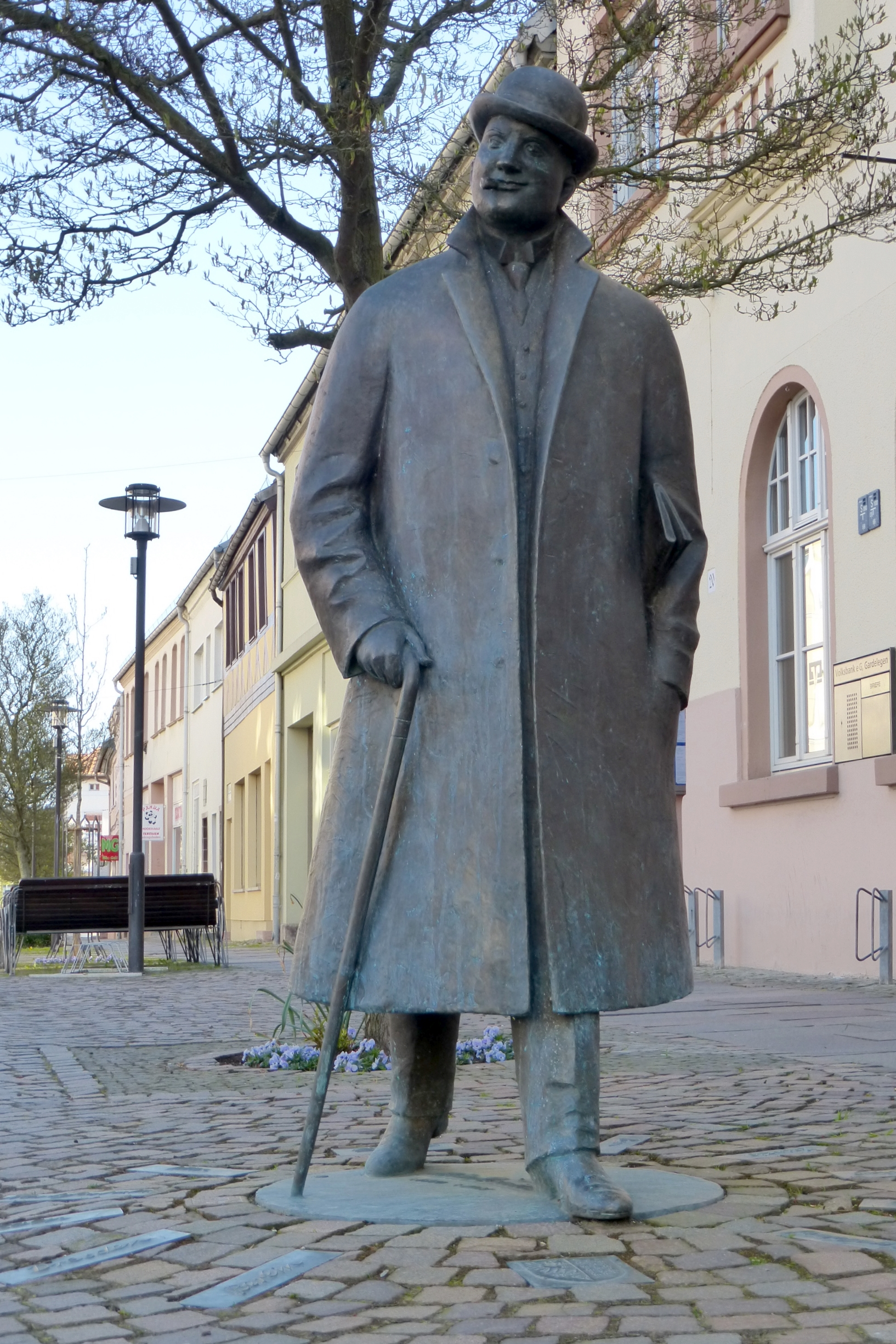
Bronzeskulptur von Otto Reutter in Gardelegen

Otto Reutter reiste Ende Februar 1931 nach Düsseldorf, wo er mehrere Vorstellungen im Apollo-Theater geben sollte. Den ersten Auftritt musste er am 1. März mit Herzbeschwerden abbrechen und sich in ärztliche Behandlung begeben. Am 3. März verstarb er infolge eines Herzinfarkts in einem Düsseldorfer Krankenhaus.
Seinem Wunsch entsprechend wurde sein Leichnam nach Gardelegen überführt und dort am 7. März auf dem städtischen Friedhof beerdigt. Die Grabrede hielt Alfred Fossil, Präsident der Internationalen Artisten-Loge (IAL). Er würdigte Otto Reutter, der langjähriges IAL-Mitglied gewesen war, als „den Klassiker des deutschen Varietés, der eine Hochentwicklung dieses Zweiges deutschen Künstlertums eingeleitet habe“.

## Gedenken

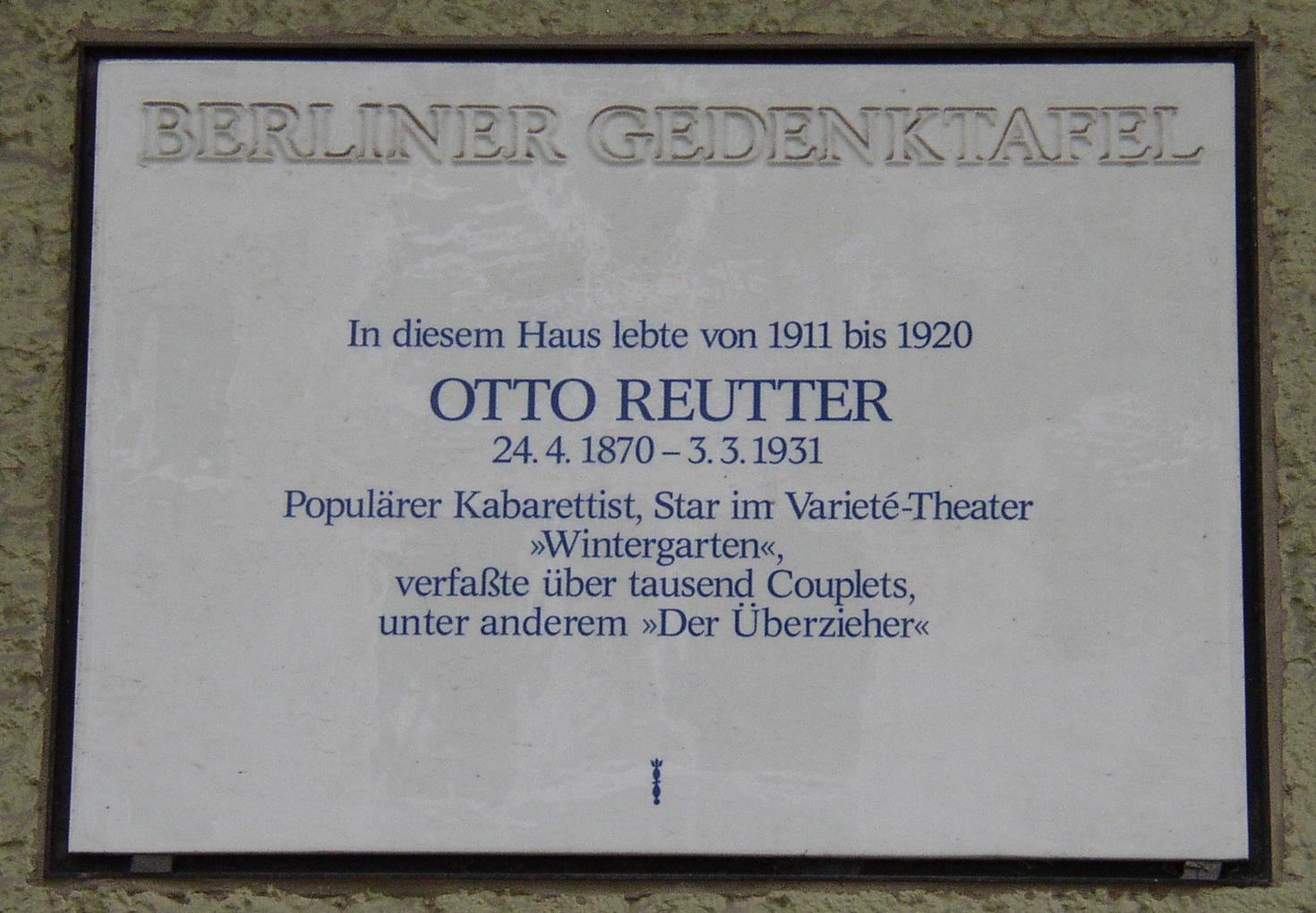
Gedenktafel an seinem Haus in Berlin-Wilmersdorf

In seiner Heimatstadt Gardelegen gibt es seit 1981 einen Otto-Reutter-Platz samt Findling, seit Oktober 2002 eine von Heinrich Apel gestaltete Bronzeskulptur in der Innenstadt, bei deren Einweihung der Reutter-Interpret Walter Plathe zugegen war. Weiterhin existierte eine Gedenktafel an seinem im Jahr 1961 abgerissenen Geburtshaus in der Sandstraße. Zudem befindet sich auf dem Holzmarkt ein Otto-Reutter-Brunnen mit Sitzgelegenheiten.

## Couplets

### Lieder von Otto Reutter

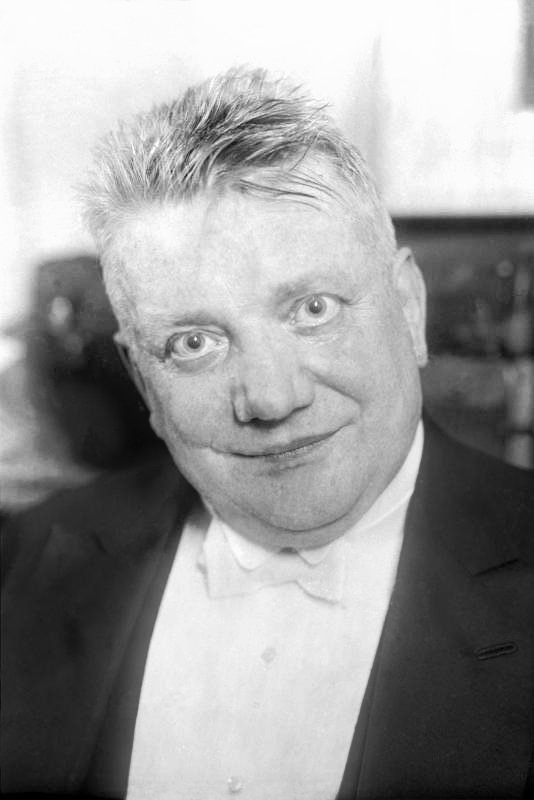
Otto Reutter, 1930

Otto Reutter soll über 1000 Couplets verfasst haben. Nachgewiesen sind rund 400 Couplets, die in diversen Schallplatten-Aufnahmen und Notendrucken erhalten sind. Die Schallplattenaufnahmen von Otto Reutter wurden teilweise von einem Orchester begleitet (Grammophon-Studioorchester unter der Leitung von Bruno Seidler-Winkler, später vom Paul-Godwin-Ensemble unter Leitung von Paul Godwin), teilweise hatte er eine Klavierbegleitung.
In seinen Couplets sah er nicht nur gesellschaftliche Ereignisse voraus, sie spendeten auch Trost in Zeiten der Entbehrung.  Man lachte mit der Menge des Volkes über den Erbfeind, über den Reichstag, über das Wunderpferd Hans, über die Gewerkschaft, über die Frau. Reutter forderte in einem Couplet der 1920er Jahre (Vorwärts) sogar einen neuen starken Führer, damit es vorwärtsgehen sollte – wenngleich er sich dabei wohl nicht einen Adolf Hitler vorstellte. Seine Couplets zeigen somit den damaligen Zeitgeist recht eindrucksvoll. Auch sein heute noch wohl bekanntestes Couplet, Der Überzieher (gemeint ist ein Mantel), stammt aus dieser Zeit. (Seh ich weg – von dem Fleck / Ist der Überzieher weg!)

### Spätere Interpreten
Reutters Couplets wurden häufig auch von anderen Humoristen, wie Gustav Schönwald, Armin Berg, Peter Frankenfeld, Robert Kreis, Markus Schimpp, Meigl Hoffmann, Walter Plathe und anderen vorgetragen. Hiervon gibt es ebenfalls Schallplatten-Aufnahmen.

### Einzelne Lieder
Zu seinen wichtigsten Liedern gehören
- Ach, machen Sie das noch einmal
- Ach wie fein wird’s in 100 Jahren sein (um 1900)
- Alles wegn de Leut (1926)
- Der Blusenkauf
- Der Kriegsgewinnler (1919)
- Der gewissenhafte Maurer (1920)
- Der Überzieher (1925)
- Ich bin eine Witwe (1898)
- Ick wunder mir über jarnischt mehr
- In fünfzig Jahren ist alles vorbei (1920)
- Mir hab’n se als jeheilt entlassen (1928)
- Mit dem Zippel, mit dem Zappel, mit dem Zeppelin
- Nehm Se ’n Alten (1926)
- Phantasie ist jederzeit schöner als die Wirklichkeit
- Seh’n Sie, darum ist es schade, daß der Krieg zu Ende ist (1920)
- So ändern sich die Zeiten
- Und dadurch gleicht sich alles wieder aus (1928)
- Und so kommen wir aus der Freude gar nicht raus (1930)
- Was ich nicht weiß, macht mich nicht heiß
- Wie reizend sind die Frauen
- Wir fang’n noch mal von vorne an (1925)
- über 50 weitere z. B. auf der Rückseite vom Notenblatt 220, Danner, Mühlhausen i.Thür.

## Filmografie

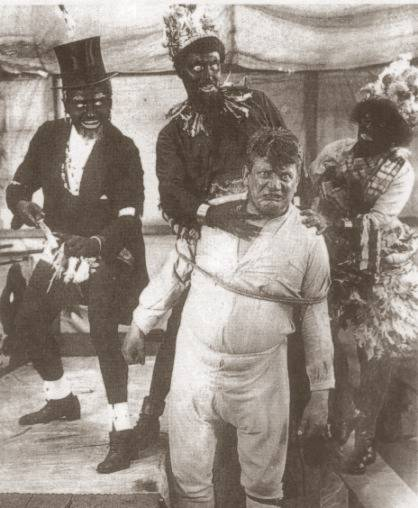
Otto Reutter im Film Otto heiratet

Mit Otto Reutter sind die Filme bekannt
- 1912: Otto Reutter will Schauspieler werden (als Otto Reuter)
- 1914: Otto heiratet
- 1915: Otto als Dienstmann
- 1927: Frühere Verhältnisse

## Tonträger (Auswahl)
- Otto Reutter – Der König der Kleinkunst – Folge 1 und 2 – 2005. Membran Music, Vertrieb Grosser und Stein, Pforzheim, ISBN 3-86562-235-6 und ISBN 3-86562-236-4.
- OTTO Reutter – Langspielplatte AMIGA / VEB Deutsche Schallplatten Berlin DDR 1971 (AMIGA-Seriennummer 840088).